# Etana (cantante)
Shauna McKenzie (Kingston, Jamaica; 22 de mayo de 1983), más conocida como Etana, es una cantante de reggae y góspel. Su álbum debut The Strong One fue publicado en junio de 2008.

## Biografía
Nació como Shauna McKenzie, la única mujer en una familia de hombres, y creció en el este de Parroquia de Saint Andrew de la comunidad August Town. Su talento vocal fue descubierto cuando ella tenía ocho años de edad y fue escuchada cantando por el grupo Air Supply.
Etana emigró a Estados Unidos en 1992. Asistió al Broward College con la intención de convertirse en una enfermera registrada.

## Carrera

### 2000-2005: Comienzos
A raíz de su decisión de salir antes de tiempo de la universidad en 2000, Etana se unió al grupo femenino Gift. Al mismo tiempo Universal Records estuvo interesado en su música así que Etana aceptó de mala gana llevar puestos los diminutos vestidos dictados por los estereotipos omnipresente de la industria de la música de artistas femeninas; hasta que un día, ya no podía cumplir.
Etana regresó a su natal Kingston y se enfocó que hacer música que reflejará sus principios rastafari, los cuales incluían una representación real de las mujeres, la adhesión de un estilo de vida natural, y un reconocimiento de las enseñanzas de Marcus Garvey y el emperador Haile Selassie I. Esa oportunidad llegó en 2005 cuando un amigo la llevó a Fifth Element Records en Kingston, que fueron disfrutando del éxito con el sencillo «Earth A Run Red» de Richie Spice y su álbum Spice In Your Life. Etana audicionó exitosamente para convertirse en una de las vocalistas de Spice en su tour por Europa y Norteamérica.

### 2007-2009: The Strong One
En el estudio con el guitarrista y percusionista de la banda de Spice, escribieron la canción «Wrong Address». Fusionando folk acústico con ritmos de reggae y las influencias neon-soul «Wrong Address» fue basado en la experiencia de la tía de Etana quien tuvo que mentir al decir donde vivía para conseguir un trabajo. El sencillo recibió fuerte rotación en emisora, alcanzando el #1 en varios listados de Jamaica.
El segundo gran éxito de Etana «Roots» fue inspirado por sus viajes a África. El resto de canciones de su álbum debut The Strong One presentan una mezcla eléctrica de ideas e influencias de Etana, las cuales incluyen a Air Supply, Dolly Parton, Bob Marley y Sizzla.

## Discografía
- 2008: The Strong One
- 2011: Free Expressions
- 2013: Better Tomorrow
- 2014: I Rise